# Lil Peep/Diskografie
Diese Diskografie ist eine Übersicht über die musikalischen Werke des US-amerikanisch-schwedischen Musikers Lil Peep. Den Schallplattenauszeichnungen zufolge hat er bisher mehr als 39,5 Millionen Tonträger verkauft, davon alleine in seiner Heimat über 33 Millionen. Seine erfolgreichste Veröffentlichung ist die Single Falling Down mit über 5,7 Millionen verkauften Einheiten.
Lil Peep veröffentlichte sein erstes Lied keep my coo im November 2014. Den ersten Charterfolg erreichte er im Sommer 2017 mit der Single Awful Things, die auf Platz 79 der Billboard Hot 100 einstieg. Sein erstes Studioalbum Come Over When You’re Sober, Pt. 1 erschien im August 2017 und konnte sich in den hinteren Rängen der Charts platzieren. Ein Jahr nach seinem Tod an einer Drogenüberdosis im November 2017, erschien der Nachfolger, der in der Top-5 der US-amerikanischen Albumcharts einstieg. Die erste Single des Albums, Falling Down, welche in Zusammenarbeit mit dem Rapper XXXTentacion entstand, stieg auf Platz 13 der US-Charts ein und wurde von der Recording Industry Association of America (RIAA) mit Vierfach-Platin ausgezeichnet. Ebenfalls erreichte er mit der Single seine höchsten Chartplatzierungen im deutschsprachigen Raum. Im November 2019 erschien die Kompilation Everybody’s Everything zeitgleich mit einem gleichnamigen Dokumentationsfilm.
Anfänglich veröffentlichte Lil Peep seine Musik über Dienste wie SoundCloud oder Bandcamp als Independent-Artist. Nach seinem Tod kaufte Columbia Records seinen Katalog.

## Alben

### Studioalben
| Jahr | Titel Musiklabel                                            | Höchstplatzierung, Gesamtwochen, AuszeichnungChartplatzierungen (Jahr, Titel, Musiklabel, Platzierungen, Wochen, Auszeichnungen, Anmerkungen) | Höchstplatzierung, Gesamtwochen, AuszeichnungChartplatzierungen (Jahr, Titel, Musiklabel, Platzierungen, Wochen, Auszeichnungen, Anmerkungen) | Höchstplatzierung, Gesamtwochen, AuszeichnungChartplatzierungen (Jahr, Titel, Musiklabel, Platzierungen, Wochen, Auszeichnungen, Anmerkungen) | Höchstplatzierung, Gesamtwochen, AuszeichnungChartplatzierungen (Jahr, Titel, Musiklabel, Platzierungen, Wochen, Auszeichnungen, Anmerkungen) | Höchstplatzierung, Gesamtwochen, AuszeichnungChartplatzierungen (Jahr, Titel, Musiklabel, Platzierungen, Wochen, Auszeichnungen, Anmerkungen) | Höchstplatzierung, Gesamtwochen, AuszeichnungChartplatzierungen (Jahr, Titel, Musiklabel, Platzierungen, Wochen, Auszeichnungen, Anmerkungen) | Anmerkungen                                                  |
| Jahr | Titel Musiklabel                                            | DE | AT | CH | UK | US | SE | Anmerkungen                                                  |
| ---- | ----------------------------------------------------------- | --- | --- | --- | --- | --- | --- | ------------------------------------------------------------ |
| 2017 | Come Over When You’re Sober, Pt. 1 First Access             | DE82 (1 Wo.)DE | AT47 (4 Wo.)AT | — | UK71 Gold · (1 Wo.)UK | US38 Platin · (23 Wo.)US | SE11 (56 Wo.)SE | Erstveröffentlichung: 15. August 2017 Verkäufe: + 1.125.000  |
| 2018 | Come Over When You’re Sober, Pt. 2 AUTNMY, Columbia Records | DE26 Gold · (6 Wo.)DE | AT17 (10 Wo.)AT | CH38 (1 Wo.)CH | UK19 Gold · (3 Wo.)UK | US4 Platin · (14 Wo.)US | SE3 (15 Wo.)SE | Erstveröffentlichung: 9. November 2018 Verkäufe: + 1.402.500 |

### Kompilationen
| Jahr | Titel Musiklabel                                | Höchstplatzierung, Gesamtwochen, AuszeichnungChartplatzierungen (Jahr, Titel, Musiklabel, Platzierungen, Wochen, Auszeichnungen, Anmerkungen) | Höchstplatzierung, Gesamtwochen, AuszeichnungChartplatzierungen (Jahr, Titel, Musiklabel, Platzierungen, Wochen, Auszeichnungen, Anmerkungen) | Höchstplatzierung, Gesamtwochen, AuszeichnungChartplatzierungen (Jahr, Titel, Musiklabel, Platzierungen, Wochen, Auszeichnungen, Anmerkungen) | Höchstplatzierung, Gesamtwochen, AuszeichnungChartplatzierungen (Jahr, Titel, Musiklabel, Platzierungen, Wochen, Auszeichnungen, Anmerkungen) | Höchstplatzierung, Gesamtwochen, AuszeichnungChartplatzierungen (Jahr, Titel, Musiklabel, Platzierungen, Wochen, Auszeichnungen, Anmerkungen) | Höchstplatzierung, Gesamtwochen, AuszeichnungChartplatzierungen (Jahr, Titel, Musiklabel, Platzierungen, Wochen, Auszeichnungen, Anmerkungen) | Anmerkungen                                                 |
| Jahr | Titel Musiklabel                                | DE | AT | CH | UK | US | SE | Anmerkungen                                                 |
| ---- | ----------------------------------------------- | --- | --- | --- | --- | --- | --- | ----------------------------------------------------------- |
| 2019 | Everybody’s Everything AUTNMY, Columbia Records | DE94 (1 Wo.)DE | AT50 (1 Wo.)AT | CH76 (1 Wo.)CH | UK63 Gold · (1 Wo.)UK | US14 (3 Wo.)US | SE32 (1 Wo.)SE | Erstveröffentlichung: 15. November 2019 Verkäufe: + 100.000 |

### Mixtapes
| Jahr | Titel Musiklabel                               | Höchstplatzierung, Gesamtwochen, AuszeichnungChartplatzierungen (Jahr, Titel, Musiklabel, Platzierungen, Wochen, Auszeichnungen, Anmerkungen) | Höchstplatzierung, Gesamtwochen, AuszeichnungChartplatzierungen (Jahr, Titel, Musiklabel, Platzierungen, Wochen, Auszeichnungen, Anmerkungen) | Höchstplatzierung, Gesamtwochen, AuszeichnungChartplatzierungen (Jahr, Titel, Musiklabel, Platzierungen, Wochen, Auszeichnungen, Anmerkungen) | Höchstplatzierung, Gesamtwochen, AuszeichnungChartplatzierungen (Jahr, Titel, Musiklabel, Platzierungen, Wochen, Auszeichnungen, Anmerkungen) | Höchstplatzierung, Gesamtwochen, AuszeichnungChartplatzierungen (Jahr, Titel, Musiklabel, Platzierungen, Wochen, Auszeichnungen, Anmerkungen) | Höchstplatzierung, Gesamtwochen, AuszeichnungChartplatzierungen (Jahr, Titel, Musiklabel, Platzierungen, Wochen, Auszeichnungen, Anmerkungen) | Anmerkungen |
| Jahr | Titel Musiklabel                               | DE | AT | CH | UK | US | SE | Anmerkungen |
| ---- | ---------------------------------------------- | --- | --- | --- | --- | --- | --- | --- |
| 2015 | Lil Peep; Part One Selbstverlag                | — | — | — | — | — | — | Erstveröffentlichung: 18. September 2015                                                                                         |
| 2015 | Mall Musicc Selbstverlag                       | — | — | — | — | — | — | Erstveröffentlichung: 1. November 2015; mit Boy Froot                                                                            |
| 2015 | Live Forever Selbstverlag                      | — | — | — | — | — | — | Erstveröffentlichung: 2. Dezember 2015                                                                                           |
| 2016 | Crybaby Selbstverlag; AUTNMY, Columbia Records | DE51 (2 Wo.)DE | AT45 (1 Wo.)AT | — | UK— SilberUK | US102 Gold · (1 Wo.)US | — | Erstveröffentlichung: 11. Juni 2016 Kommerzielle Veröffentlichung: 10. Juni 2020 ohne Titel 8 falling 4 me Verkäufe: + 1.302.500 |
| 2016 | Hellboy Selbstverlag; AUTNMY, Columbia Records | DE52 (1 Wo.)DE | AT23 (1 Wo.)AT | CH69 (1 Wo.)CH | UK37 Silber · (1 Wo.)UK | US52 (1 Wo.)US | SE58 (1 Wo.)SE | Erstveröffentlichung: 25. September 2016 Kommerzielle Veröffentlichung: 25. September 2020 Verkäufe: + 60.000                    |

### EPs
| Jahr | Titel Musiklabel                               | Anmerkungen                                                                         |
| ---- | ---------------------------------------------- | ----------------------------------------------------------------------------------- |
| 2015 | Feelz Selbstverlag                             | Erstveröffentlichung: 16. Mai 2015                                                  |
| 2015 | Garden Selbstverlag                            | Erstveröffentlichung: 25. August 2015; mit Atoms                                    |
| 2015 | In the Bedroom, I Confess Selbstverlag         | Erstveröffentlichung: 17. Oktober 2015; mit OmenXIII                                |
| 2015 | Romeo’s Regrets Selbstverlag                   | Erstveröffentlichung: 14. November 2015; mit Bexey                                  |
| 2015 | Vertigo Selbstverlag; AUTNMY, Columbia Records | Erstveröffentlichung: 20. Dezember 2015 Kommerzielle Veröffentlichung: 5. März 2020 |
| 2016 | California Girls Selbstverlag                  | Erstveröffentlichung: 16. Januar 2016                                               |
| 2016 | Elemental Selbstverlag                         | Erstveröffentlichung: 9. Februar 2016; mit JGRXXN & Ghostemane                      |
| 2016 | Dead Broke Selbstverlag                        | Erstveröffentlichung: 3. März 2016; mit ITSOKTOCRY                                  |
| 2016 | Teen Romance Selbstverlag                      | Erstveröffentlichung: 19. Juni 2016; mit Lederrick                                  |
| 2016 | Castles Selbstverlag                           | Erstveröffentlichung: 4. Juli 2016; mit Lil Tracy                                   |
| 2017 | Castles II Selbstverlag                        | Erstveröffentlichung: 7. Februar 2017; mit Lil Tracy                                |
| 2019 | Goth Angel Sinner AUTNMY, Columbia Records     | Erstveröffentlichung: 31. Oktober 2019                                              |

## Singles
| Jahr | Titel Album                                                               | Höchstplatzierung, Gesamtwochen, AuszeichnungChartplatzierungen (Jahr, Titel, Album, Platzierungen, Wochen, Auszeichnungen, Anmerkungen) | Höchstplatzierung, Gesamtwochen, AuszeichnungChartplatzierungen (Jahr, Titel, Album, Platzierungen, Wochen, Auszeichnungen, Anmerkungen) | Höchstplatzierung, Gesamtwochen, AuszeichnungChartplatzierungen (Jahr, Titel, Album, Platzierungen, Wochen, Auszeichnungen, Anmerkungen) | Höchstplatzierung, Gesamtwochen, AuszeichnungChartplatzierungen (Jahr, Titel, Album, Platzierungen, Wochen, Auszeichnungen, Anmerkungen) | Höchstplatzierung, Gesamtwochen, AuszeichnungChartplatzierungen (Jahr, Titel, Album, Platzierungen, Wochen, Auszeichnungen, Anmerkungen) | Höchstplatzierung, Gesamtwochen, AuszeichnungChartplatzierungen (Jahr, Titel, Album, Platzierungen, Wochen, Auszeichnungen, Anmerkungen) | Anmerkungen                                                                                         |
| Jahr | Titel Album                                                               | DE | AT | CH | UK | US | SE | Anmerkungen                                                                                         |
| ---- | ------------------------------------------------------------------------- | --- | --- | --- | --- | --- | --- | --------------------------------------------------------------------------------------------------- |
| 2016 | Girls –                                                                   | — | — | — | — | — | — | Erstveröffentlichung: 1. Januar 2016 feat. Horsehead                                                |
| 2017 | White Wine Castles                                                        | — | — | — | — | — | — | Erstveröffentlichung: 4. Juli 2016; mit Lil Tracy Single: 8. Juni 2017                              |
| 2017 | Kiss –                                                                    | — | — | — | — | — | — | Erstveröffentlichung: 3. November 2016 Single: 8. Juni 2017                                         |
| 2017 | Honestly –                                                                | — | — | — | — | — | — | Erstveröffentlichung: 8. Juni 2017                                                                  |
| 2017 | Beamer Boy California Girls                                               | — | — | — | UK— SilberUK | US— ×2DoppelplatinUS | — | Erstveröffentlichung: 22. Januar 2016 Single: 8. Juni 2017; Verkäufe: + 2.265.000                   |
| 2017 | Absolute in Doubt Crybaby                                                 | — | — | — | — | US— GoldUS | — | Erstveröffentlichung: 8. Juni 2017 feat. Wicca Phase Springs Eternal Verkäufe: + 500.000            |
| 2017 | Benz Truck (Гелик) Come Over When You’re Sober, Pt. 1                     | — | — | — | UK— SilberUK | US— PlatinUS | — | Erstveröffentlichung: 9. Juni 2017 Verkäufe: + 1.265.000                                            |
| 2017 | The Brightside Come Over When You’re Sober, Pt. 1                         | — | — | — | — | — | — | Erstveröffentlichung: 27. Juli 2017                                                                 |
| 2017 | Awful Things Come Over When You’re Sober, Pt. 1                           | — | — | — | UK— SilberUK | US79 ×2Doppelplatin · (1 Wo.)US | — | Erstveröffentlichung: 28. Juli 2017 Verkäufe: + 2.250.000; feat. Lil Tracy                          |
| 2017 | Save That Shit Come Over When You’re Sober, Pt. 1                         | — | — | — | UK— GoldUK | US— ×3DreifachplatinUS | SE75 Gold · (1 Wo.)SE | Erstveröffentlichung: 15. August 2017 Verkäufe: + 3.730.000                                         |
| 2017 | Nightslayer –                                                             | — | — | — | — | — | — | Erstveröffentlichung: 28. September 2017 mit Bexey                                                  |
| 2017 | Avoid –                                                                   | — | — | — | — | — | — | Erstveröffentlichung: 13. Oktober 2017 feat. Wicca Phase Springs Eternal & Døves                    |
| 2018 | Spotlight –                                                               | — | AT53 (1 Wo.)AT | — | UK74 Silber · (1 Wo.)UK | US— PlatinUS | SE61 (2 Wo.)SE | Erstveröffentlichung: 12. Januar 2018 Verkäufe: + 1.200.000; mit Marshmello                         |
| 2018 | 4 Gold Chains –                                                           | — | — | — | — | — | — | Erstveröffentlichung: 14. Mai 2018 feat. Clams Casino                                               |
| 2018 | Falling Down Come Over When You’re Sober, Pt. 2 (Deluxe Edition)          | DE12 Platin · (14 Wo.)DE | AT10 (11 Wo.)AT | CH9 (9 Wo.)CH | UK10 Platin · (10 Wo.)UK | US13 ×4Vierfachplatin · (11 Wo.)US | SE1 (11 Wo.)SE | Erstveröffentlichung: 19. September 2018; Verkäufe: + 5.735.000; mit XXXTentacion                   |
| 2018 | Sunlight on Your Skin Come Over When You’re Sober, Pt. 2 (Deluxe Edition) | — | — | — | — | — | — | Erstveröffentlichung: 27. September 2018; mit iLoveMakonnen                                         |
| 2018 | Cry Alone Come Over When You’re Sober, Pt. 2                              | — | — | — | — | US— GoldUS | SE96 (1 Wo.)SE | Erstveröffentlichung: 18. Oktober 2018 Verkäufe: + 500.000                                          |
| 2018 | Runaway Come Over When You’re Sober, Pt. 2                                | — | — | — | — | US— GoldUS | — | Erstveröffentlichung: 1. November 2018 Verkäufe: + 525.000                                          |
| 2018 | Life Is Beautiful Come Over When You’re Sober, Pt. 2                      | — | — | — | UK87 Silber · (1 Wo.)UK | US— PlatinUS | — | Erstveröffentlichung: 7. November 2018 Verkäufe: + 1.225.000                                        |
| 2019 | I’ve Been Waiting –                                                       | — | — | — | — | US62 Platin · (9 Wo.)US | — | Erstveröffentlichung: 31. Januar 2019 Verkäufe: + 1.040.000; mit iLoveMakonnen feat. Fall Out Boy   |
| 2019 | Gym Class –                                                               | — | — | — | — | — | — | Erstveröffentlichung: 1. April 2016 Single: 11. April 2019                                          |
| 2019 | Star Shopping –                                                           | DE— aDE | — | — | UK— PlatinUK | US— ×5FünffachplatinUS | — | Erstveröffentlichung: 17. August 2015; Wiederveröffentlichung: 19. April 2019 Verkäufe: + 5.795.000 |
| 2020 | Me and You –                                                              | — | — | — | — | — | — | Erstveröffentlichung: 27. Juli 2020; mit Cold Hart                                                  |

## Musikvideos
| Jahr | Titel              | Regie                      | Anmerkungen               |
| ---- | ------------------ | -------------------------- | ------------------------- |
| 2016 | Switch Up          | Schemaposse                |                           |
| 2016 | white tee          | Killstation                | mit yung bruh (Lil Tracy) |
| 2016 | gym class          | Killstation                |                           |
| 2016 | white wine         | Wiggy                      | mit Lil Tracy             |
| 2016 | cobain             | Nick Blanco                | mit Lil Tracy             |
| 2017 | girls              | Ramez Silyan               | feat. Horsehead           |
| 2017 | backseat           | Paul John                  | mit Lil Tracy             |
| 2017 | witchblades        | metro blu                  | mit Lil Tracy             |
| 2017 | Benz Truck (Гелик) | Ramez Silyan, Nate Wiegman |                           |

## Statistik

### Chartauswertung
|                     | DE    | AT    | CH    | UK    | US    | SE    |
| ------------------- | ----- | ----- | ----- | ----- | ----- | ----- |
| Nummer-eins-Alben   | DE—DE | AT—AT | CH—CH | UK—UK | US—US | SE—SE |
| Top-10-Alben        | DE—DE | AT—AT | CH—CH | UK—UK | US1US | SE—SE |
| Alben in den Charts | DE5DE | AT5AT | CH3CH | UK4UK | US5US | SE4SE |

|                       | DE    | AT    | CH    | UK    | US    | SE    |
| --------------------- | ----- | ----- | ----- | ----- | ----- | ----- |
| Nummer-eins-Singles   | DE—DE | AT—AT | CH—CH | UK—UK | US—US | SE1SE |
| Top-10-Singles        | DE—DE | AT1AT | CH1CH | UK1UK | US—US | SE1SE |
| Singles in den Charts | DE1DE | AT2AT | CH1CH | UK3UK | US3US | SE4SE |

### Auszeichnungen für Musikverkäufe
| Silberne Schallplatte - Vereinigtes Königreich - 2023: für das Lied White Tee - 2024: für das Lied Witchblades - 2024: für das Lied Ghost Girl - 2024: für das Lied Better Off (Dying) Goldene Schallplatte - Australien - 2021: für das Lied Better Off (Dying) - 2021: für die Single Awful Things - 2021: für die Single Beamer Boy - 2021: für die Single Benz Truck - Brasilien - 2020: für das Album Come Over When You’re Sober, Pt. 2 - Dänemark - 2019: für die Single Falling Down - 2020: für das Album Come Over When You’re Sober, Pt. 1 - 2020: für das Album Come Over When You’re Sober, Pt. 2 - 2021: für die Single Save That Shit - 2023: für die Single Star Shopping - Frankreich - 2020: für die Single Save That Shit - 2023: für das Album Come Over When You’re Sober, Pt. 2 - Italien - 2021: für die Single Save That Shit - 2022: für das Album Come Over When You’re Sober, Pt. 2 - 2022: für die Single Star Shopping - Kanada - 2019: für das Album Come Over When You’re Sober, Pt. 2 - Mexiko - 2021: für die Single I’ve Been Waiting - Neuseeland - 2020: für die Single Awful Things - 2022: für das Album Come Over When You’re Sober, Pt. 2 - 2024: für das Album Crybaby - 2024: für die Single Runaway - Polen - 2020: für die Single I’ve Been Waiting - 2021: für die Single Runaway - 2023: für die Single Life Is Beautiful - 2024: für das Lied 16 Lines - Portugal - 2018: für die Single Falling Down - Spanien - 2024: für die Single Falling Down - 2024: für die Single Star Shopping - 2024: für die Single Save That Shit - Vereinigte Staaten - 2023: für das Lied Broken Smile (My All) - 2023: für das Lied Sex with My Ex - 2024: für das Lied Crybaby - 2024: für das Lied Lil Jeep - 2024: für das Lied Nineteen - Vereinigtes Königreich - 2025: für das Lied Nuts | Platin-Schallplatte - Australien - 2018: für die Single Falling Down - 2021: für die Single Star Shopping - 2021: für die Single Save That Shit - Dänemark - 2021: für die Single Falling Down - Frankreich - 2022: für die Single Falling Down - Italien - 2024: für die Single Falling Down - Neuseeland - 2020: für die Single Save That Shit - 2021: für die Single Beamer Boy - 2022: für das Album Come Over When You’re Sober, Pt. 1 - 2024: für die Single Benz Truck - Vereinigte Staaten - 2023: für das Lied 16 Lines - 2024: für das Lied Witchblades 3× Goldene Schallplatte - Mexiko - 2022: für die Single Falling Down 2× Platin-Schallplatte - Kanada - 2018: für die Single Falling Down - Polen - 2024: für das Album Come Over When You’re Sober, Pt. 2 - 2025: für die Single Falling Down - Vereinigte Staaten - 2025: für das Lied Nuts - 2025: für das Lied White Tee 3× Platin-Schallplatte - Neuseeland - 2024: für die Single Falling Down |

Anmerkung: Auszeichnungen in Ländern aus den Charttabellen bzw. Chartboxen sind in ebendiesen zu finden.
| Land/RegionAuszeichnungen für Musikverkäufe (Land/Region, Auszeichnungen, Verkäufe, Quellen) | Silber       | Gold       | Platin       | Verkäufe   | Quellen              |
| -------------------------------------------------------------------------------------------- | ------------ | ---------- | ------------ | ---------- | -------------------- |
| Australien (ARIA)                                                                            | —            | 4× Gold4   | 3× Platin3   | 350.000    | aria.com.au          |
| Brasilien (PMB)                                                                              | —            | Gold1      | —            | 20.000     | pro-musicabr.org.br  |
| Dänemark (IFPI)                                                                              | —            | 3× Gold3   | 2× Platin2   | 210.000    | ifpi.dk              |
| Deutschland (BVMI)                                                                           | —            | Gold1      | Platin1      | 500.000    | musikindustrie.de    |
| Frankreich (SNEP)                                                                            | —            | 2× Gold2   | Platin1      | 350.000    | snepmusique.com      |
| Italien (FIMI)                                                                               | —            | 3× Gold3   | Platin1      | 210.000    | fimi.it              |
| Kanada (MC)                                                                                  | —            | Gold1      | 2× Platin2   | 200.000    | musiccanada.com      |
| Mexiko (AMPROFON)                                                                            | —            | 2× Gold2   | Platin1      | 120.000    | amprofon.com.mx      |
| Neuseeland (RMNZ)                                                                            | —            | 4× Gold4   | 7× Platin7   | 240.000    | radioscope.co.nz NZ2 |
| Polen (ZPAV)                                                                                 | —            | 4× Gold4   | 4× Platin4   | 210.000    | olis.pl              |
| Portugal (AFP)                                                                               | —            | Gold1      | —            | 5.000      | Einzelnachweise      |
| Schweden (IFPI)                                                                              | —            | Gold1      | —            | 20.000     | sverigetopplistan.se |
| Spanien (Promusicae)                                                                         | —            | 3× Gold3   | —            | 90.000     | elportaldemusica.es  |
| Vereinigte Staaten (RIAA)                                                                    | —            | 10× Gold10 | 28× Platin28 | 33.000.000 | riaa.com             |
| Vereinigtes Königreich (BPI)                                                                 | 10× Silber10 | 5× Gold5   | 2× Platin2   | 4.020.000  | bpi.co.uk            |
| Insgesamt                                                                                    | 10× Silber10 | 45× Gold45 | 52× Platin52 |            |                      |